# Annick Le Floc'hmoan
Œuvres principales
Ces extravagantes sœurs Mitford : Une famille dans la tourmente de l'Histoire (2003), Une vie de reine (2013)
Annick Le Floc'hmoan (Paris, 3 décembre 1951 - Saint-Agathon, 19 juin 2022) est une journaliste et écrivaine française.

## Biographie
En décembre 1998, grand reporter au magazine Elle, elle reçoit le prix Pierre-Lazareff pour son reportage sur les femmes afghanes,. 
Sa carrière littéraire débute en 2003 avec la publication de Ces extravagantes sœurs Mitford : Une famille dans la tourmente de l'Histoire aux éditions J'ai lu. L'ouvrage historique et documenté relate les destins bien différents de ces six jeunes britanniques alors que le monde s'apprête à vivre une Seconde Guerre mondiale. Pendant que Diana Mitford épouse en secondes noces le dirigeant fasciste britannique Oswald Mosley, sa cadette Unity se découvre une passion pour les idées d'Adolf Hitler et s'installe en Allemagne. Jessica part pour l'Espagne afin de défendre la cause républicaine. Elle émigre ensuite aux États-Unis et se consacre à la défense les droits civiques tout en soutenant le Parti communiste. En France, l'ainée Nancy se rapproche du diplomate et homme politique français Gaston Palewski et poursuit une carrière de romancière à succès.
Pour son second ouvrage Éblouie, l'auteure fait appel à la fiction pour raconter les parcours parallèles et désenchantés d'Anne et Catherine. Un roman qui traite de l'amitié sur fond d'aveuglement amoureux et politique.
En 2013, elle s'intéresse à l'histoire de la famille royale d'Angleterre avec Une vie de reine et rédige une biographie d'Élisabeth II, devenue souveraine du pays le 6 février 1952 à la mort de son père George VI,.

## Publications
- Ces extravagantes sœurs Mitford : Une famille dans la tourmente de l'Histoire, J'ai lu, 2003, 476p  (ISBN 2290332224).
- Éblouie, Fayard, 2005, 356p  (ISBN 2213624216).
- Une vie de reine, Fayard, 2013, 682p  (ISBN 2213616337).

## Distinctions
- 1998 : Prix Pierre-Lazareff